# Гордана Михаиловић
Гордана Михаиловић (Београд, 1927 – Београд, 25. фебруар 2014) била је српски и југословенски педијатар и радиолог, заточеник Бањичког логора, припадник Народноослободилачке војске Југославије, борац на Сремском фронту, као и кћерка генерала Драгољуба Драже Михаиловића.

## Биографија

### Одрастање
Гордана је рођена 1927. године у Београду, као најмлађе дете тада мајора Драгољуба Драже Михаиловића и његове супруге Јелице. Као девојчица је са родитељима често одлазила у цркву Покрова Пресвете Богородице на Црвеном крсту у Београду, у близини куће у којој су становали (Брегалничка 24). Једном приликом је ту добила благослов од епископа Николаја Велимировића, што је на њу оставило снажан утисак до краја живота.

### Други светски рат
Лето 1941. године је провела у кући мајора Александра Мишића у Струганику, где је боравио њен отац са групом официра и војника. Са мајком Јелицом се вратила у Београд на јесен, због почетка школе. Ухапсио их је Гестапо и кратко држао у затвору на Обилићевом венцу. У јануару 1942. године су одведене у Бањички логор, где остају до марта, а потом одлазе у село Кадина Лука код Љига.
Вратили су се у Београд, након што им је Српска државна стража ухапсила мајку и одвела у Бањички логор. Евакуисала их је четничка београдска илегала и пребацила у Косјерић, где проводе већи део 1943. и 1944. године.
Партизани су је заробили заједно са братом Бранком и њиховом пратњом код Косјерића, око 18. септембра 1944. године. Политика је у издању од 31. октобра 1944. године, објавила чланак под насловом "Деца Драже Михаиловића одричу се свога недостојног оца", уз фотографију Бранка и Гордане док потписују изјаве.
Гордана је мобилисана и упућена на Сремски фронт, где је рањена. Лечена је у болници у Смедереву.

### Живот након рата
Уписала је студије на Медицинском факултету Универзитета у Београду. Ухапшена је као студенткиња, због оптужбе да подржава Резолуцију Информбироа. Две године је провела у женском затвору на Светог Гргуру, поред Голог отока. Након робије, окончала је студије медицине и једва успела да пронађе посао као медицински техничар.
Легија за заслуге којим је амерички председник Хари Труман одликован генерала Михаиловића још 1948. године, уручен је Гордани на скромној церемонији која је одржана на Дан победе 9. маја 2005. године у амбасади Сједињених Америчких Држава у Београду. Медаљу јој је предао сенатор српског порекла Џорџ Војнович, заједно са пуковником Чарлсом Дејвисом и Артуром Џибилијаном, учесницима мисије Халијард у којој су снаге генерала Михаиловића спасиле око 500 савезничких пилота оборених изнад Југославије. Касније је медаљу завештала Богородичином цркви Ружици на Београдској тврђави.
Умрла је 25. фебруара 2014. године у свом стану у Београду.

## Породица
| Фотографија | Име и презиме                            | Датум рођења       | Датум смрти   |
| ----------- | ---------------------------------------- | ------------------ | ------------- |
|             | Драгољуб Дража Михаиловић                | 14/26. април 1893. | 17. јул 1946. |
|             | Јелица Михаиловић (девојачко: Бранковић) | 1895.              | 1970.         |